# Clase Cassin
Cuatro destructores de la Armada de los Estados Unidos formaron la  clase Cassin. Todos sirvieron en tareas de escolta de convoyes durante la Primera Guerra Mundial. Los clase Cassin, fueron los primeros de las seis clases de la "segunda generación" de destructores de 1000 t y cuatro chimeneas que formaron con los buques de primera línea de la Armada hasta la década de 1930.
Fueron los primeros destructores en portar lo nuevos cañones de 101 mm. El número de tubos lanzatorpedos, se dobló con respecto a los que portaba su predecesora, la clase Paulding, alcanzando los ocho en montajes dobles. El armamento adicional, incrementaba significativamente su tonelaje por encima de las 1000 t, y reducía su velocidad a hasta los 30 nudos (56 km/h).
La clase Aylwin fue construida simultáneamente con similares características, lo que hace que en ocasiones, sean considerados como buques de la clase Cassin.

## Buques de la clase Cassin
- USS Cassin (1913-1934)

- USS Cummings (1913-1934)

- USS Downes (DD-45) (1915-1934)

- USS Duncan (1913-1935)